# Britt Ruysschaert
Britt Ruysschaert (ur. 27 maja 1994) – belgijska siatkarka, reprezentantka kraju, grająca jako libero. Brązowa medalistka mistrzostw Europy 2013 rozgrywanych w Niemczech i Szwajcarii. Obecnie występuje w drużynie Asterix Kieldrecht.

## Sukcesy

### klubowe
- 2012 –  Zwycięstwo w Superpucharze Belgii
- 2012 –  Złoty medal mistrzostw Belgii
- 2013 –  Srebrny medal mistrzostw Belgii

### reprezentacyjne
- 2013 –  Srebrny medal Ligi Europejskiej
- 2013 –  Brązowy medal Mistrzostw Europy